# 胡问遂 (书法家)
胡问遂（1918年7月24日—1999年2月19日），名凡，字问遂，以字行，号藤颖阁主，浙江绍兴人，中国当代书法家、书法艺术教育家。中国书法家协会理事，第7届上海市政协委员。为二十世纪书法的推广、普及作出了一定贡献。师从沈尹默。

## 生平

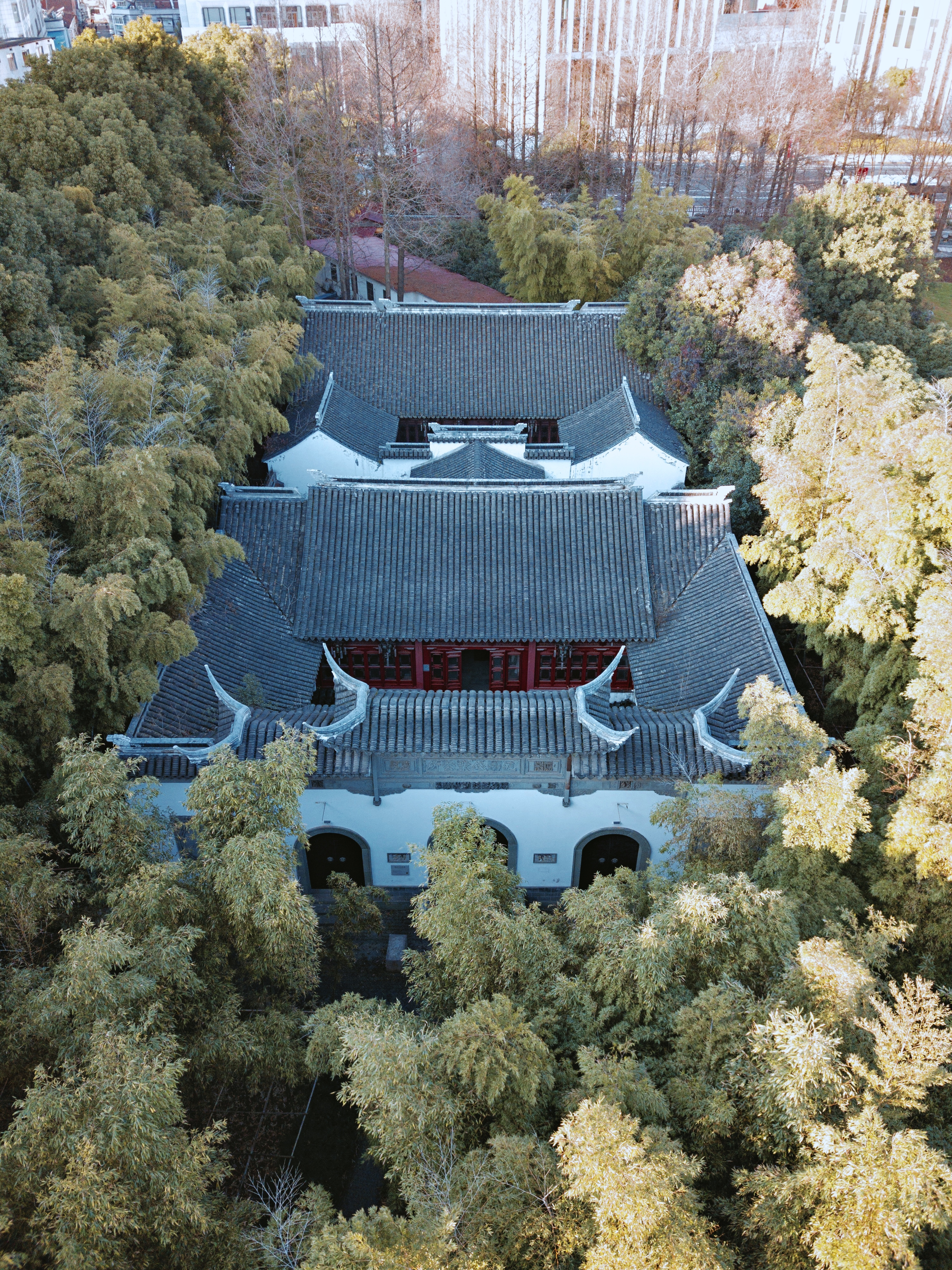
沪南钱业公所，现为胡问遂艺术馆

1918年出生于浙江绍兴一个书香门第，1936年随父母移居上海，1938年武汉失守，辗转到重庆国民政府军事委员会政治部三厅从事抗日宣传，1939年“弃笔从戎”参加中国远征军在缅甸前线运送物资，感染疾病后退至贵州养伤，后在当地发展民族工业，兴建时轮印刷厂，承接贵州卷烟厂卷烟包装印刷，还承接教材、文史、科研书籍印刷业务。
1951年，35岁的胡问遂拜书法家沈尹默为师，研习法帖，读帖、临帖，务求“察之者尚精，拟之者贵似”。
1961年“上海中国书法篆刻研究会”成立，任主要业务干部。1962年任上海美术专科学校、上海出版学校书法教师。期间出版《大楷习字帖》。
1971年为韶山毛泽东同志纪念馆书毛泽东《七律·到韶山》大型诗碑。1972年在《文汇报》发表行草书鲁迅《七律·自嘲》。1978年参加编写《常用字字帖》行书部分，由上海书画出版社出版。1979年被选为上海市书法家首次访日代表团成员，访问日本。
1981年参加在绍兴举办的全国首届中国书学研究交流会，发表论文《论入帖和出帖》。
1993年，在上海美术馆举办《胡问遂从艺六十年书法回顾展》。出版《胡问遂书法集》。1995年出版《胡问遂行书字帖》。
1999年2月19日在复旦大学附属华山医院去世，享年80岁。

## 身后
2019年家属将所藏1,000件作品捐献给上海黄浦区人民政府。

## 纪念
2021年2月古城公园内的沪南钱业公所改建为胡问遂艺术馆正式面向公众开放。

## 书法特色
胡问遂初学柳公权，继学颜鲁公，得厚重丰润之精髓；后转习褚遂良，得缜密灵动之韵致。又溯“二王”行草，兼及智永、李北海、苏轼、黄庭坚、米芾、蔡襄等。其书法洒脱灵动，是海派书法艺术的典型代表人物。其作品多次入选国内外重大书法展览，并为博物馆、纪念馆、名胜地收藏或翻刻入石。

## 家庭
伯父胡之光为浙东书法名家。长子胡考是胡问遂艺术馆馆长。